# Mistrzostwa Polski w Łyżwiarstwie Szybkim na Dystansach 1992
6. Mistrzostwa Polski w Łyżwiarstwie Szybkim na Dystansach 1992 odbyły się w dniach 20-22 grudnia 1991 roku na torze Pilica w Tomaszowie Mazowieckim.

## Kobiety
| Konkurencja: | 1. miejsce                                                    | Rezultat | 2. miejsce                            | Rezultat | 3. miejsce                      | Rezultat |
| 500 m        | Zofia Tokarczyk SZS AZS Ewa Borkowska-Wasilewska Orzeł Elbląg | 43,50    | -                                     | -        | Aneta Rękas Orzeł Elbląg        | 44,70    |
| 1000 m       | Zofia Tokarczyk SZS AZS                                       | 1:27,02  | Ewa Borkowska-Wasilewska Orzeł Elbląg | 1:28,23  | Aneta Rękas Orzeł Elbląg        | 1:29,91  |
| 1500 m       | Ewa Borkowska-Wasilewska Orzeł Elbląg                         | 2:17,58  | Aneta Rękas Orzeł Elbląg              | 2:22,57  | Ewa Borkowska Orzeł Elbląg      | 2:24,75  |
| 3000 m       | Ewa Borkowska-Wasilewska Orzeł Elbląg                         | 4:49,55  | Ewa Borkowska Orzeł Elbląg            | 4:59,37  | Anna Brzuszczyńska Orzeł Elbląg | 5:07,28  |
| 5000 m       | Ewa Borkowska-Wasilewska Orzeł Elbląg                         | 8:24,04  | Ewa Borkowska-Wasilewska Orzeł Elbląg | 8:35,54  | Anna Brzuszczyńska Orzeł Elbląg | 8:35,54  |

## Mężczyźni
| Konkurencja: | 1. miejsce                         | Rezultat | 2. miejsce                         | Rezultat | 3. miejsce                      | Rezultat |
| 500 m'       | Tomasz Jankowski Marymont Warszawa | 38,96    | Paweł Abratkiewicz Pilica Tomaszów | 39,37    | Jacek Dobrowolski Orzeł Elbląg  | 40,38    |
| 1000 m       | Paweł Abratkiewicz Pilica Tomaszów | 1:18,35  | Tomasz Jankowski Marymont Warszawa | 1:19,94  | Artur Szafrański Orzeł Elbląg   | 1:20,71  |
| 1500 m       | Paweł Abratkiewicz Pilica Tomaszów | 2:02,94  | Jaromir Radke Pilica Tomaszów      | 2:04,21  | Paweł Jaroszek Pionki           | 2:04,47  |
| 5000 m       | Jaromir Radke Pilica Tomaszów      | 7:12,18  | Paweł Zygmunt SNPTT Zakopane       | 7:26,16  | Jarosław Ogórek Pilica Tomaszów | 7:31,05  |
| 10 000 m     | Jaromir Radke Pilica Tomaszów      | 15:11,29 | Paweł Zygmunt SNPTT Zakopane       | 15:35,38 | Jarosław Ogórek Pilica Tomaszów | 15:41,61 |